# Vincenzo Asprea
Vincenzo Asprea (Reggio Calabria, 5 febbraio 1874 – 17 settembre 1930) è stato un entomologo italiano.

## Biografia

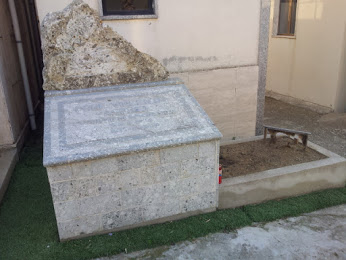
Tomba di Vincenzo Asprea al cimitero di Gallina: si noti a destra un melario ed, al di sopra della lapide, il marmo raffigurante in bassorilievo un'ape.

Nato a Gallina, oggi quartiere della città calabrese, si laureò in giurisprudenza, ma non esercitò mai la professione, preferendo dedicarsi all'agricoltura e in particolare all'apicultura, sulla quale scrisse diversi libri, attestandosi come il più insigne membro a livello nazionale in questa branca.
A tre anni dalla sua morte la locale Sezione degli Apicoltori Italiani appose una lapide sulla facciata della sua casa natale.

## Opere
- Le scorciatoie nell'apicoltura (1911; Ancona, Tipografia Economica)
- L'allevamento delle api regine per apicoltori dilettanti e industriali (1926; Milano, Hoepli)
- Manuale illustrato di allevamento delle api regine: per uso proprio e commerciale (1916; Milano, Associazione centrale d'incoraggiamento per l'apicoltura in Italia)
- Apicoltura (1909; Milano, Hoepli, ampliamento del testo di Giovanni Canestrini)

Operò anche traduzioni:
- Il sistema d'apicoltura Dadant (tradotto dall'opera di Camille Dadant, 1923; Rocca San Casciano, Tipografia L. Cappelli)
- L'allevamento delle api regine (tradotto dall'opera di Everett Franklin Philipps; Milano, Tipografia Zanaboni e Gabuzzi)[3]